# Croton pullei
Croton pullei är en törelväxtart som beskrevs av Joseph Lanjouw. Croton pullei ingår i släktet Croton och familjen törelväxter.

## Underarter
Arten delas in i följande underarter:
- C. p. glabrior
- C. p. pullei